# Domenico Solbiolo
Domenico Solbiolo (* 16. Jahrhundert, erstmals erwähnt 1557 in Ponte Capriasca; † 1561 ebenda) war ein Schweizer Architekt des Manierismus in der späten Renaissance.

## Leben
Domenico war Architekt und Baumeister, Planschöpfer des Ritter’schen Palastes (heute Teil des Regierungsgebäudes des Kantons Luzern) in Luzern, der ab 1557 von Tessiner Bauleuten unter der Leitung von Giovanni Pietro del Grilio errichtet wurde. Nach einem Aufenthalt in Luzern war Solbiolo 1559 mit dem Bau eines Palastes in Lugano beschäftigt. Solbiolos Mitarbeit an der von Domenico Giunti (oder Giuntalodi) errichteten Villa Simonetta in Mailand wurde zwar postuliert, liess sich bislang aber nicht belegen.